# Boulengerula boulengeri
Boulengerula boulengeri es una especie de anfibios gimnofiones de la familia Herpelidae.
Es endémica de Tanzania.
Sus hábitats naturales incluyen bosques secos tropicales o subtropicales, montanos secos, tierra arable, plantaciones, jardines rurales y zonas previamente boscosas ahora muy degradadas.
Está amenazada de extinción por la pérdida de su hábitat natural.